# Русини (історичний етнонім)

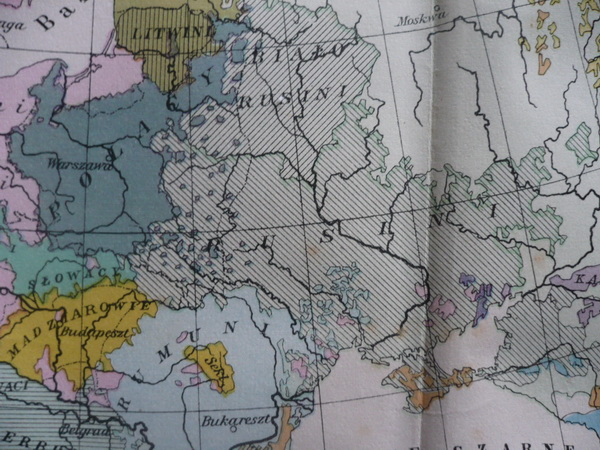
Фрагмент етнолінгвістичної мапи Східної Європи з польського атласу 1927 року. «Rusini» подана як єдина назва для українців.

Русини́ (від літописного д.-рус. роусинъ) — народ, що становив основне населення Русі, етнонім українців до XVIII—XX ст. Донині зберігся на Закарпатті і серед емігрантів-закарпатців у США. Первісно слова «ру́син», «руси́нка» вживалися тільки в однині як похідне від форми множини «русь». Як самоназва слова «русин», «русинка» виникали в Руси-Україні та Білорусі; на відміну від Московії, де після системного фальшування історії була запроваджена нова маніпулятивна самоназва — прикметникова форма «русский». У Речі Посполитій XVI—XVIII століття назви «русини», «рутени» (лат. Rutheni) вживалися на означення українців та білорусів разом (для протиставлення їх «москві», «москвинам»), або тільки щодо русинів-українців (для відрізнення їх від «литвинів» — мешканців Великого князівства Литовського). Поряд із книжним варіантом «русини» співіснувала розмовна форма «руснаки», яка найдовше зберігалася на Закарпатті та Лемківщині. У Габсбурзькій монархії «русини» (нім. Ruthenen) було офіційною назвою всіх її українських підданих. 
Із потужним розвитком української національної свідомості самоназви «русини» на Заході та «малороси» або «руські» на Сході України були витіснені самоназвою «українці». У міжвоєнній Галичині польська влада намагалася зберегти назву «русини», щоб заперечити український характер корінного населення. Українська інтелігенція Пряшівщини тепер вживає визначення «русини-українці» для підкреслення належності лемківської гілки до всього українського народу. Натомість ідеологи так званого «політичного русинства» поширюють словосполучення «русини і українці» та впроваджують витворений ними етнонім «карпаторусини», щоб зобразити русинів-українців з Карпатського регіону окремим народом.

## Значення

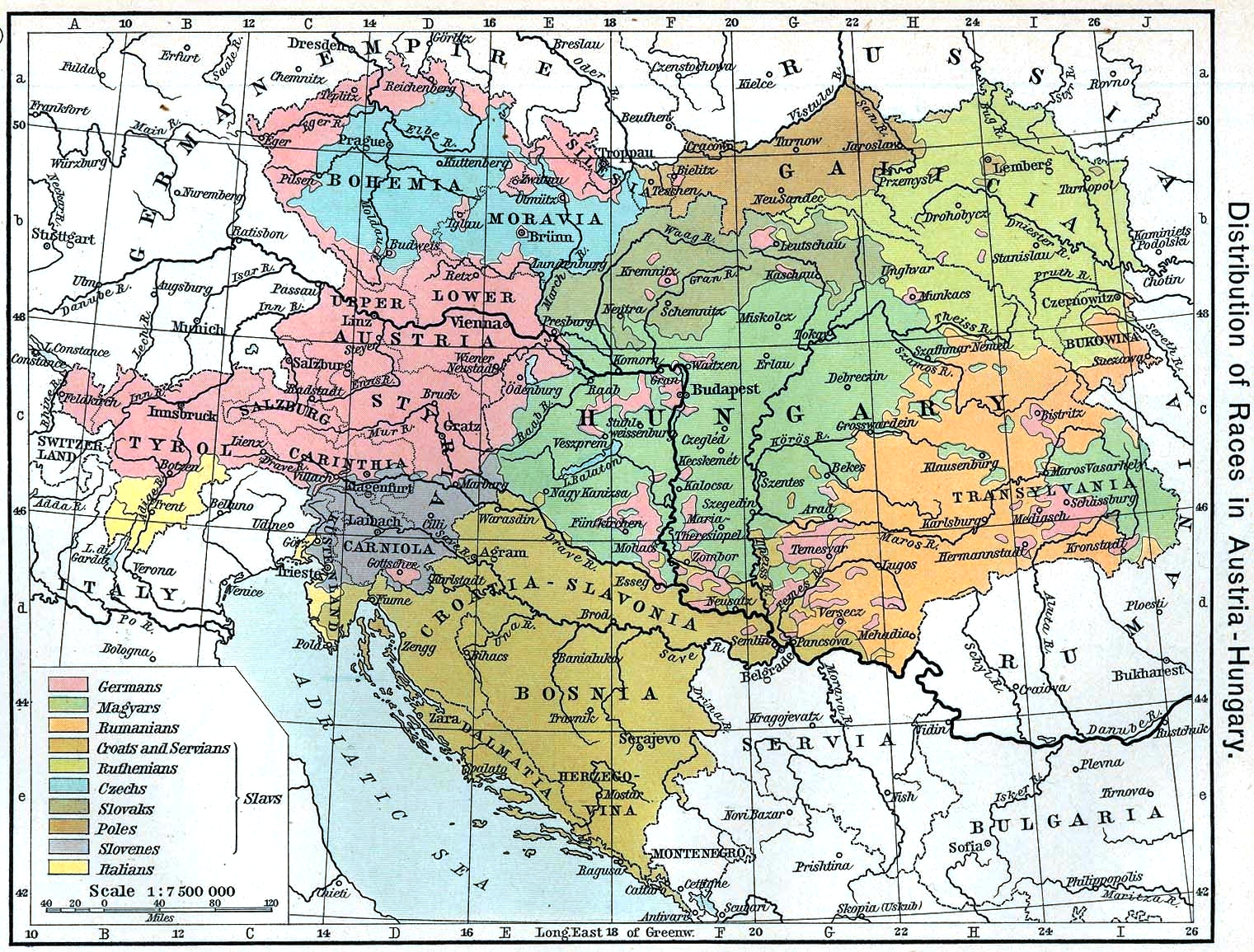
Русини (Ruthenians) Австро-Угорщини. Мапа з американського атласу 1911 року

Похідна від Русь, на визначення людини, приналежної до Русі, руського роду, засвідчена в угодах Олега з греками 911 р. (7 разів) та Ігоря 945 р. (6 разів) у Київській Русі, згодом у Галицько-Волинській та Литово-Руській державі. Самоназва «русь» (у множині) і «русин» (в однині) — ця етнонімічна модель була типовою для Давньої Русі — України («мордва» — «мордвин», «литва» — «литвин», «чудь» — «чудин» тощо).
З XV ст. під польським впливом починає використовуватися у множині — русини — для позначення людей руського народу (спільна назва українців та білорусів, у тогочасному латинському написанні Rutheni або Ruteni, пол. rusini, rusacy). Як спільна назва українців і білорусів (балто-русинів) етнонім використовувався до XVII–XVIII ст.. У XIX-ХХ ст. використовувався для позначення українців.
З часів Козацької держави назва поступово замінюється на українець, українці (від Україна) або похідні від книжного терміна Малоросія (Мала Русь) назви малоросіянин, малорус, малорос використовувалась у підросійському діловодстві Російської імперії, а серед населення — руські або русини. На українських землях в межах Австро-Угорської імперії (Галичина, Буковина, Закарпаття) ця назва утримувалася до Першої світової війни, на Закарпатті до 1944 р., на Пряшівщині і Югославії на еміграції в США затрималася ця назва донині: русин, руснак, русин-українець. У «Слові о полку Ігоревім» використовується синонімічна назва русинам у множині «русичі».
Найдовше цей етнонім зберігся за українцями. В сучасності термін русини, або русини-українці зберігся також як самоназва етнографічної групи українців, що проживають на пограниччі Закарпатської України, Словаччини, Польщі, а також у Воєводині. Народи іншого етнічного походження, підлеглі Русі, називались «руські люди» або «рускіє люди», тобто «які належать Русі».

## Згадки про Русь і русинів в письмових джерелах

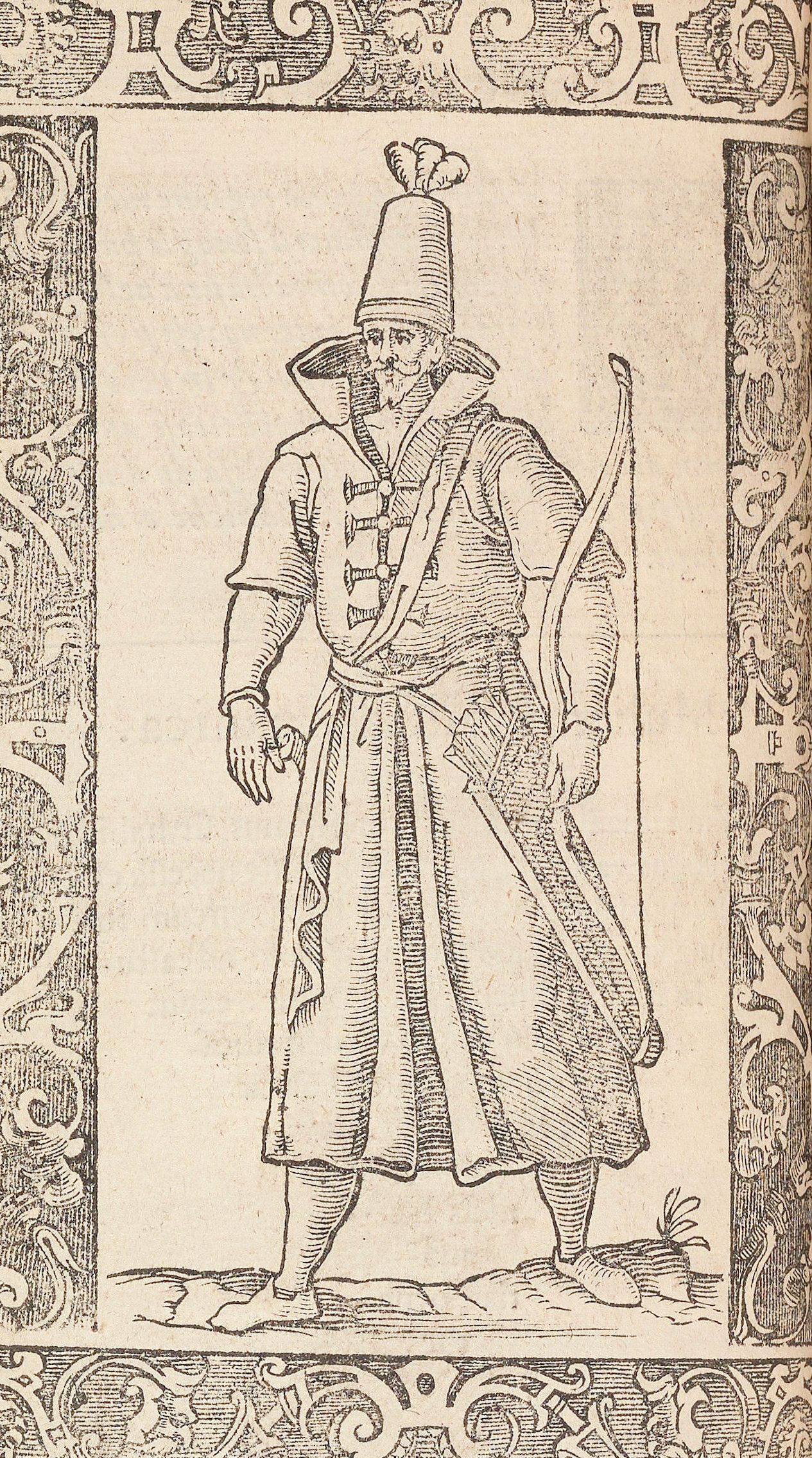
Русин з книги Чезаре Вечелло (Венеція, 1598)

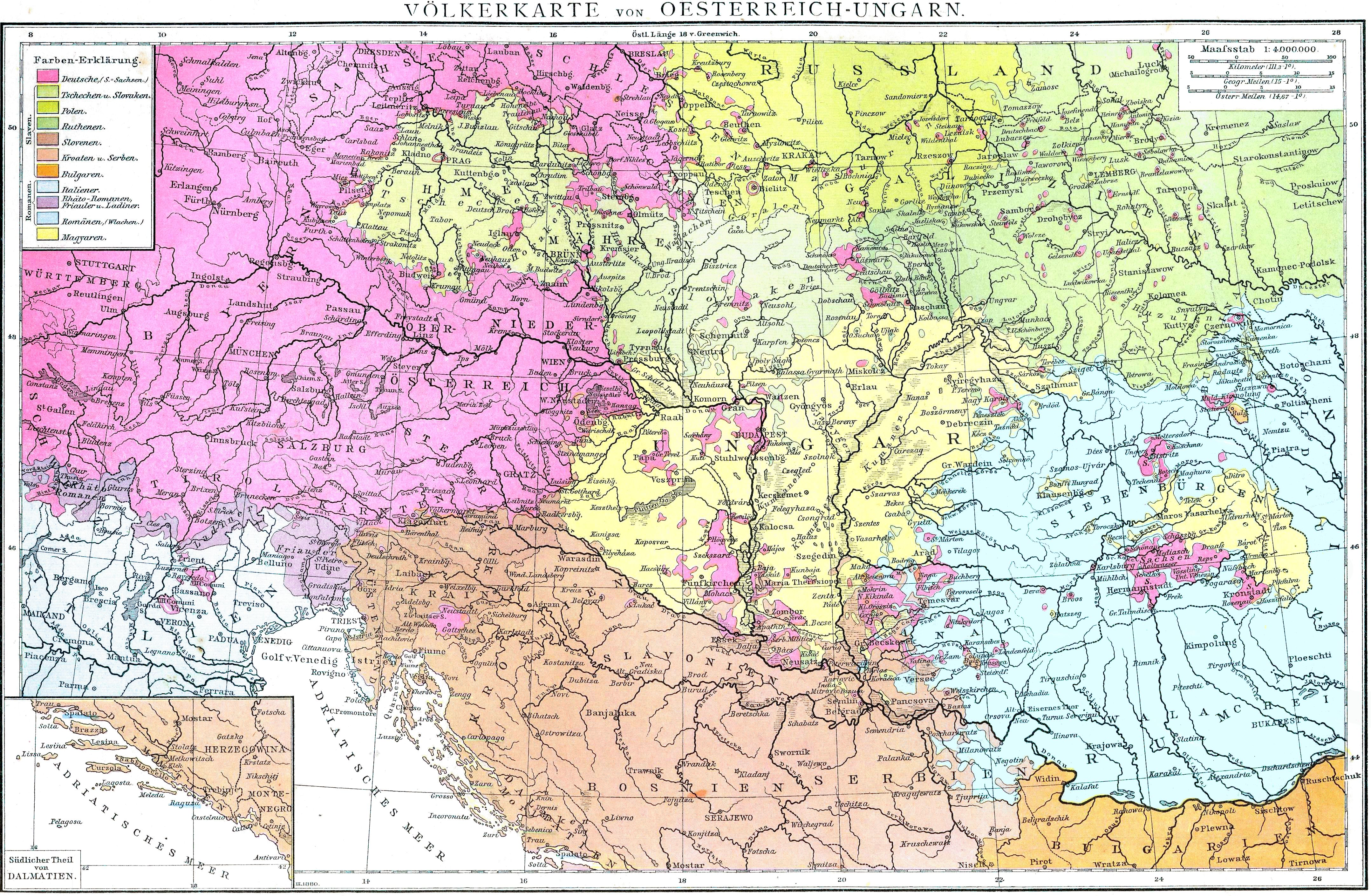
Етнографічна мапа Австро-Угорщини, 1881 р. Всі українці, як на території Австро-Угорської імперії так і на території Російської імперії позначені лише як русини (Ruthenen).

### Слов'янські джерела

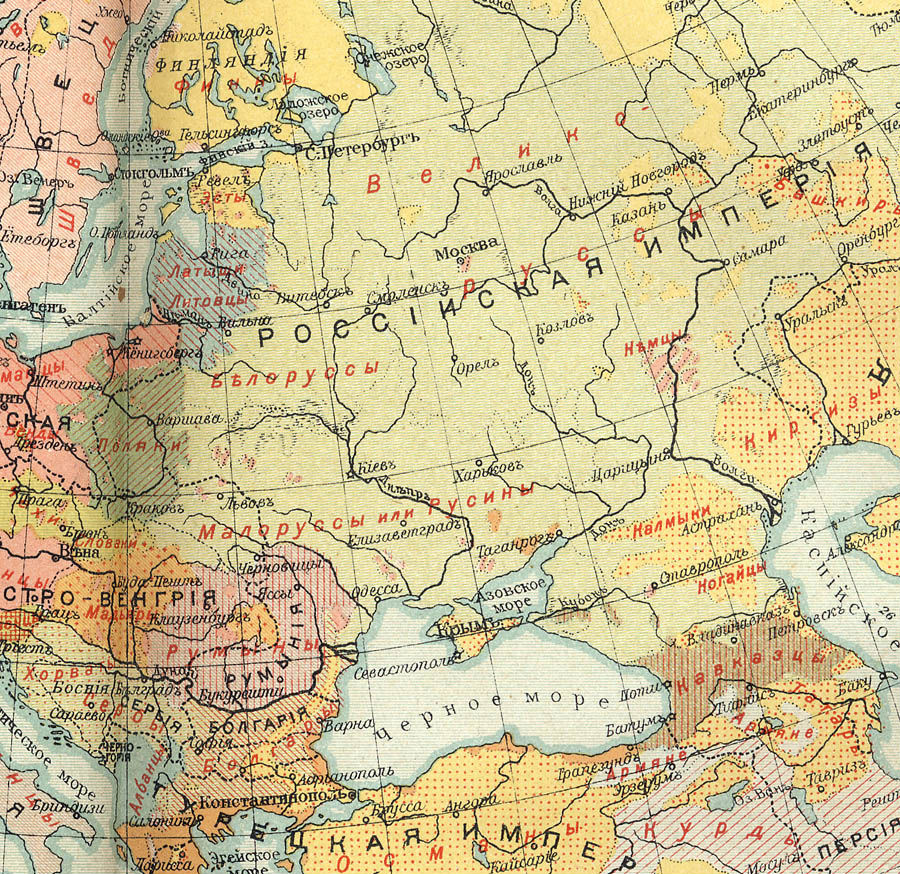
Фрагмент (вся мапа) лінгвістичної мапи Європи з російського атласу 1907 р. Українці в своїх етнічних межах позначені як Малоруси або русини («Малорусы или Русины»).

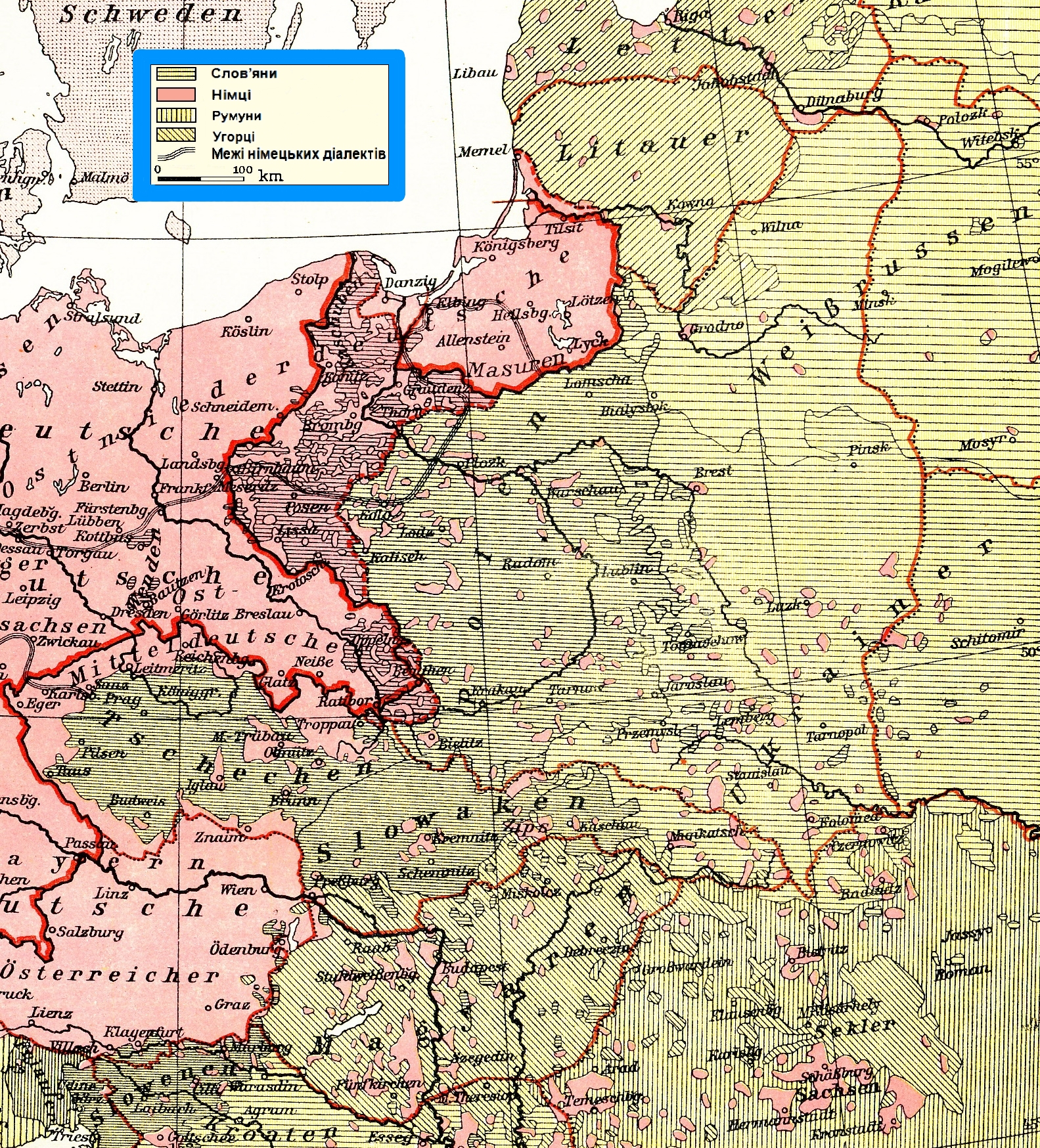
Німецька мапа 1930 на якій все українське населення Польщі, Чехословаччини, Румунії та СРСР позначене як українці («Ukrainer»).

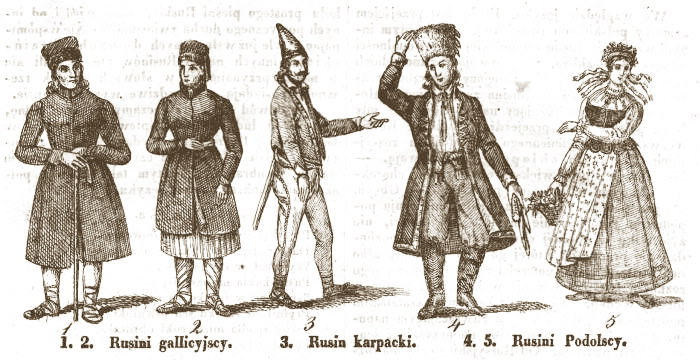
Русини з різних історико-етнографічних регіонів, 1836 рік. 1,2 — русини галицькі, 3 — русин карпатський, 4,5 — русини подільські.

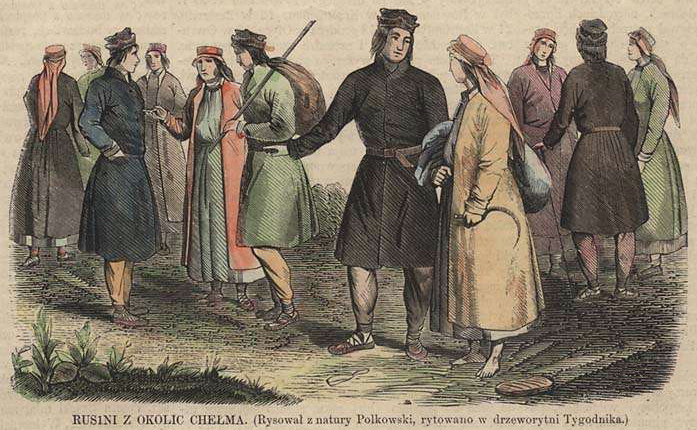
Русини з околиць Холму (Rusini z okolic Chelma), літографія 1861 року.

У всіх давньоруських джерелах слово «русин» використовується тільки в однині:
Фрагмент тексту договору Ігоря із греками 945 (ПВЛ, 38 [Архівовано 21 квітня 2011 у Wayback Machine.]; тут «грьчин» використовується в значенні мешканець Візантії', 'грек'), в якому читаємо:

аще ударить мечемъ или копьемъ, или кацемъ любо оружьемъ Русинъ Грьчина или Грьчин
Русина, да того деля греха заплатить сребра литр 5, по закону
рускому

Фрагмент Повісті врем'яних літ (тут «хрестианинъ» вживається в значені мешканця Візантії, «грек») [Архівовано 23 квітня 2011 у Wayback Machine.]:

О сем, аще кто убьет или хрестьанина русин, или хрестьянинъ русина, да умрет, идѣже аще сотворит убийство. Аще ли убежит сотворивый убийство, да аще есть домовит, да часть его, сирѣчь иже его будеть по закону, да возметь ближний убьенаго, а и жена убившаго да имѣеть, толицем же пребудеть по закону. Аще ли есть неимовит сотворивый убой и убежавъ, да держиться тяжи, дондеже обрящеться, и да умреть.
Аще ли ударит мечем, или бьеть кацѣм любо сосудомъ, за то ударение или бьенье да вдасть литръ 5 сребра по закону рускому; аще ли не имовит тако сотворивый, да вдасть елико можетъ, да соиметь съ себе и ты самыа порты, в них же ходит, да о процѣ да ротѣ ходит своею вѣрою, яко никакоже иному помощи ему, да пребывает тяжа отоле не взыскаема.
О сем, аще украдеть что любо русин у хрестьанина, или паки хрестьанинъ у русина, и ятъ будеть в том часѣ тать, егда татбу сътворит, от погубившаго что любо; аще приготовиться тать творяй, и убьенъ будеть, да не взищеться смерть его ни от хрестьанъ, ни от Руси; но паче убо да возмет свое, иже будеть погубил. Аще вдасть руцѣ свои украдый, да ят будеть тѣм же, у него же будеть украдено, и связанъ будеть, и отдасть тое, еже смѣ створити, и сотворить триичи.

в 1112 році, Ярослав Володимирович (князь новгородський), в грамоті німецьким послам, від імені всіх новгородців, встановлює правила взаємин варягів та русі:

«Оже емати скотъ Варягу на Русине или Русину на Варязе, а ся его заприть, то 12 мужь послухы: идеть роте, възметь свое».
Фрагмент договору Смоленська і Полоцька з німцями (1229) [Архівовано 21 квітня 2011 у Wayback Machine.]:

Или Русьскыи гъсть свои тъварь
дасть в дългъ в Ризе или на Гътьскомъ бере(зе) Немьчичю, а нъ
дъдълженъ боудеть инемъ, Роусьскомоу же гъстьи напереде възяти.
Или Немьчьскыи гъсть въ дългъ дасть Смоленьске свои тъваръ
Роусиноу, аче дълженъ боудеть инемъ, Немечьскомоу гъстьи напереде
възати.

Немьчичю же не льзе позвати на поле Роусина битъ ся въ Ризе и на Гътьскомь березе, Роусиноу же не льзе позвати Немьчича на поле битъся Смоленьске.

Фрагмент «Ходіння за три моря» Афанасія Нікітіна, який сам себе іменує русином. (кінець XV століття) :

А в том в Чюнерѣ ханъ у меня взял жеребца, а увѣдал, что яз не бесерменянин — русинъ.

#### Слов'янські джерела нового і новітнього часу
У праці «Книжка» 1598 року православного полеміста Івана Вишенського, згадується «русь» як одна із самобутніх православних націй, поряд із греками, албанцями, сербами, болгарами, москвою та іншими. Назва «русин» зустрічається у творі Вишенського «Зачапка мудрого латынника з глупым русином» (1608–1609).

Фрагмент думи XVII століття «Похід на Молдавію»:  [Архівовано 14 січня 2007 у Wayback Machine.]:

Ей Іване Потоцький, королю польський.

Ти ж бо то на славній Україні п'єш, гуляєш, А об моїй ти пригоді нічого не знаєш, Що ж то ваш гетьман Хмельницький Русин, Всю мою землю волоську обрушив …
У 1613 році, що припав на внутрішні негаразди в Речі Посполитій, жорстоке й драматичне протистояння Польщі й Москви, річпосполитський політичний та літературний діяч Ян Щасний Гербурт пише «Розмисел про народ руський», де розмірковує про ймовірні причини цього становища  [Архівовано 31 березня 2015 у Wayback Machine.]:

Але рану в серце Вітчизни нашої завдає той, хто ламає право і розриває згоду між народами, з яких складено Річ Посполиту Польську, — він Вітчизну в серце забиває. Таке й оце колотнеча, яку почали з народом руським, братами й кревними нашими, вона ніби рана в серце, котра, хоч би й найменша була, приносить смерть.
У 1620 році черкаський підстароста, князь Семен Лико так прокоментував королівський судовий позов, який було написано йому польською [Архівовано 14 січня 2007 у Wayback Machine.]:

 ...то страхи на ляхи, а я єм русин. Видает король его мл., ж-ем русин, а позви мини по полску шлеть.
Ян Казимир Пашкевич 1621 р. записав вірш «Полска квитнет лациною…» в рукописі Великого статуту литовського першої редакції (1529), зазначивши: «Ян Казимер Пашкевич рукою властною писал. Року тисеча шестсот двадцат первого, мЂсяца августа двадцат второго дня».

Полска квитнет лациною,
Литва квитнет русчизною:
Без той в Полщє не пребудеш,
Без сей в Литвє блазном будеш.
Той Латиа єзик даєт,
Та без Руси не вытрваєт.
Ведзь же юж Русь, иж тва хвала: По всєм свєтє юж дойзрала,
Весели ж се ты, русине,
Тва слава никгды не загине.
Ласло Чопей  [Архівовано 3 січня 2011 у Wayback Machine.], з передмови до «Русько-мадярського словника» (1883):

Кто знае нашого русина у Мадярскòй краинѣ, тотъ знае и то, што вòнъ себе русиномъ, руснакомъ и руснякомъ называе, а российского чоловѣка никда не говоритъ, ги за русина, ги за свого, ай ги за маскаля. У Галицѣи простый народъ и векша часть образованыхъ лемъ себе держить за русина, а не российскихъ. У 1881. роцѣ российская газета «С.-Петербургскія Вѣдомости» (203. число) помѣстила кореспонденцию, у котрòвъ алемъ што говорить галичанинъ российскому чоловѣку:
 — «Вы не русскій!» — Навѣрное, говорю, русскій. — Вы изъ Россіи? — Изъ Россіи. — Ну, вотъ и значить россіянинъ, а не русскій. Русскіе это только мы, здѣсь, въ Галиціи… Вы и говорите не по-русски, а пороссійски… Нашего языка не знаете…

Изъ вышше сказаныхъ видно, што и филологъ, и историкъ, и самъ народъ, на руськòвъ сторонѣ стоять.

### Візантійські джерела
- Кінець VIII ст. — у Житті Стефана Сурозького згаданий русинський князь Бравлін.
- 861 р. — Костянтин-Кирило Філософ (майбутній творець разом з братом Мефодієм слов'янської азбуки) виявив у Криму Євангеліє і псалтир, написані «руськими письменами», і, зустрівшись з людиною, яка промовляла цією мовою, засвоїв розмовну мову і розшифрував писемність.

### Західноєвропейські джерела
Перші згадки про русь і русинів у різних джерелах:
- У «Хроніці всього світу» Мартина Бєльського (XVI ст.) засвідчено, що Святополк Моравський «тримав руські землі». Святополк «з боярином русинським» хрестили чеського князя Боржівоя.
- Близько 904 р., Раффельштеттенський торговий статут (Австрія) говорить про слов'ян, що приходять «з Ругіі». Дослідники досі не встановили, про яку саме «Русь» говориться в джерелі:[джерело?]
  - «Ругіланд» на Дунаї,
  - «Рюген» в Балтійському регіоні
  - Русь-Україна.

- 992 р. — Хільдесґеймські аннали (XI ст.) згадане про майбутню війну польського князя Болеслава з русами.
- 1008—1009 роки — Бруно Кверфуртський відвідав Київ і дав опис поїздки в листі королеві Генріху II. Після поїздки до печенігів він попрямував до «пруссів» і був убитий на кордоні «Пруссії» та Русі. У «Житії Ромуальда» 1040 року Петро Даміані, цей Бруно згаданий як місіонер, що хрестив Русь.
- 1016 р. — англійський король Едмунд II Залізобокий був убитий, а його сини тікали від завойовника англійського престолу Кнута Великого на Русь, розповів Адам Бременський.
- до 1035 р. — коментатор Адама Бременського зазначає, що Кнут Великий (†1035 р.) «віддав у дружини свою сестру Естрель (Естрід-Маргарита Данська, донька Свена I Вилобородого) за сина короля Русі»[15] (за одною з версій — це «Вісавальд із Гардарики» Всеволод Володимирович[16][17] або Гліб-Давид Володимирович[18], чи Ілля Ярославич, «Сага про Олава Трюґвасона»).
- 1572 р. — найвидатніший португальський поет Луїш де Камоенш в «Лузіадах» (ІІІ:11), в описі європейських народів згадує рутенів[19][20]:

| Живуть між морем, дивні, й Танаїсом Рутенець, московит, лівонець теж, Сармати родом; за Геркінським лісом У Польщі маркоманів ти знайдеш. | Entre este mar e o Tánais vive estranha Gente: Rutenos, Moscos e Livónios, Sármatas outro tempo; e na montanha Hircínia os Marcomanos são Polónios. |
- 1584 р. — німецький мандрівник Мартин Ґруневеґ у Києві описує в щоденнику місцевих жителів[21]:

До того ж русини рідко або швидше ніколи не купують борщу, а кожен робить його у себе вдома, бо це їхня щоденна їжа і напій.

- 1598 року венецієць Чезаре Вечелло у своєму каталозі «Давньої і сучасної одежі з усього світу» дав опис русинів: «Русь має кордони з московитами, лівонцями та литовцями. Провінції ці між собою часто воюють… Русини носять високі шапки, з прикрасою зверху, Їхня довга одежа має застібки на грудях аж до пояса, піврукави і дуже високий комір. У бою вони здебільшого користуються луком та шаблею».[22][23]

Німецький пастор, історик та письменник Йоган Гербіній (1675):

Слов'янська мова поділяється на Русинську, Польську, Вандальську, Московитську, Богемську, Хорватську, Ілірійську, Волоську Болгарську та інші;
Русини Дніпровські вишукані у своїх манерах, оскільки вони подекуди навчаються в школі гуманних мистецтв: тому вони більш ввічливіші до іноземців і ставляться до них приязно. Тоді як Московити — варвари, які окрім гордої та брудної скупості, не знають ні норм людяності, ні цивілізованості. Тому і посли Великого Князя Московського, між чужими Князями, поводяться нерозумно.

## Сучасність
Влада Польщі та Чехо-Словаччини у 20 ст. забороняла називатися корінному населенню українських земель «українцями», лише «русинами» — замість етноніму «українець» вводилось стародавнє визначення часів Речі Посполитої — «русін», «рускі» та «русінські».
Після відновлення незалежності України чимало українських діячів, наприклад Святослав Караванський, отримали надію, що «коли над українцями не висітиме загроза національної смерті в общерусском колгоспі, вони вернуть собі своє безсмертне руське ім'я, яким його записано і в „Слові о полку Ігоревім“, і в літописах Нестора». Та визначальних кроків зроблено не було, що зокрема дало Московщині змогу підігрівати москвофільський рух на Закарпатті в уже незалежній Україні. Його основою стала штучна розбіжність між етнонімом «русин», що найдовше протримався саме на Закарпатті, та новішим етнонімом «українець», що вже міцно прижився та замінив історичний етнонім українців «русин» на всіх інших теренах держави.

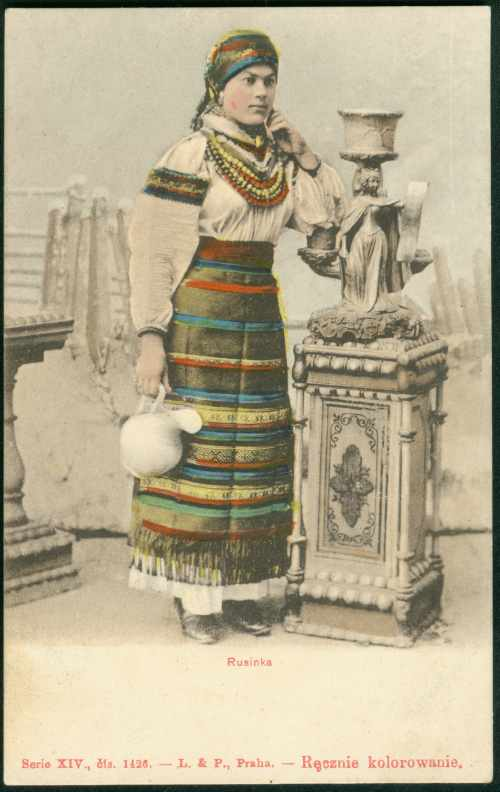
Русинка
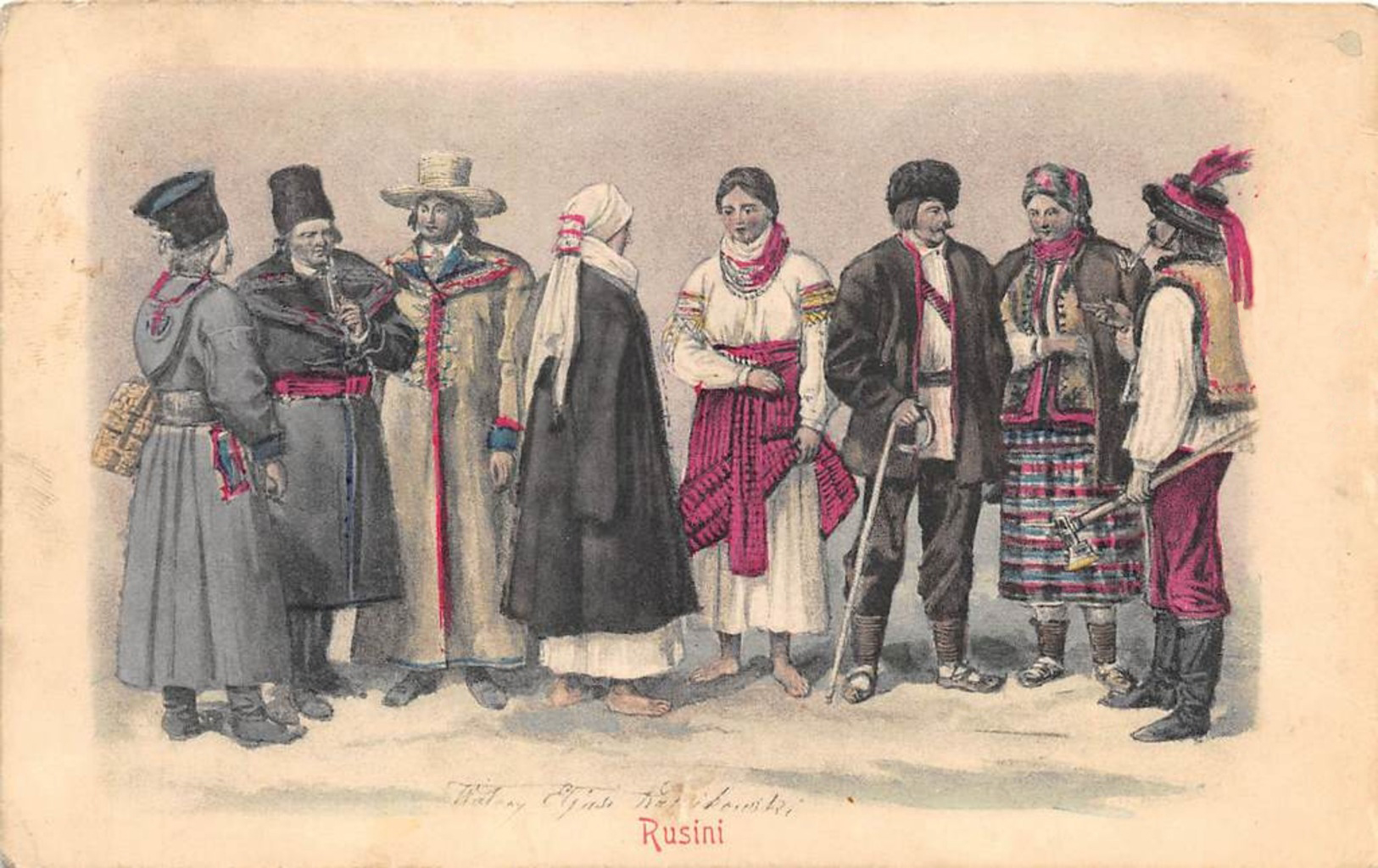
Русини
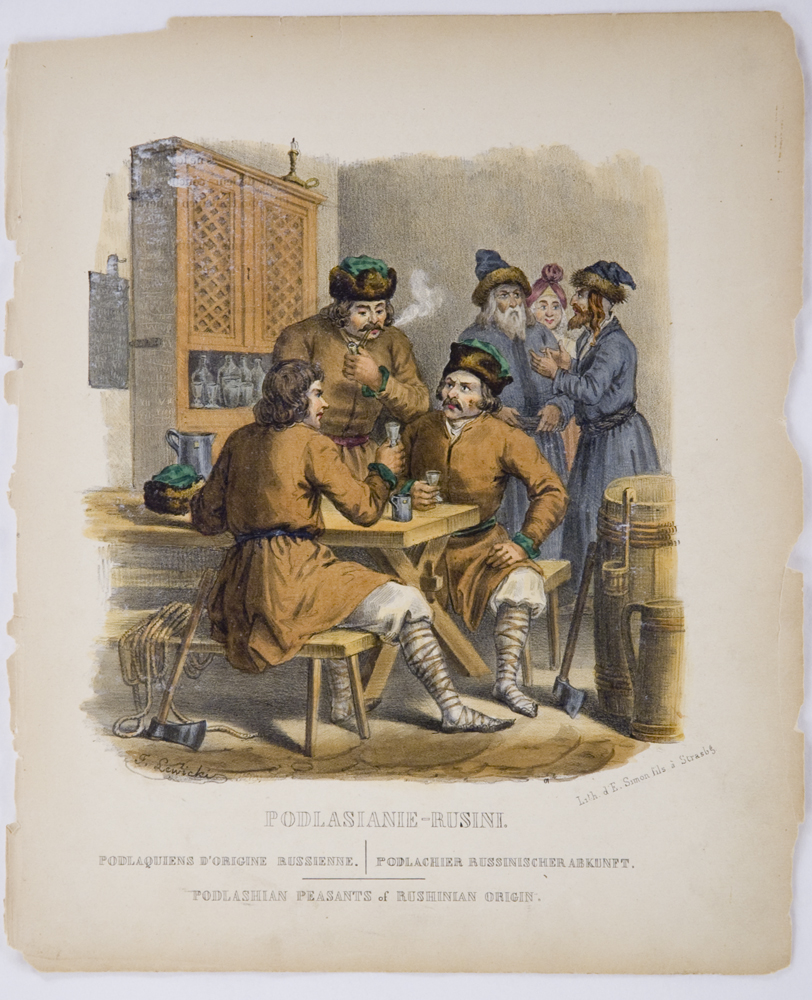
Русини з Підляшшя
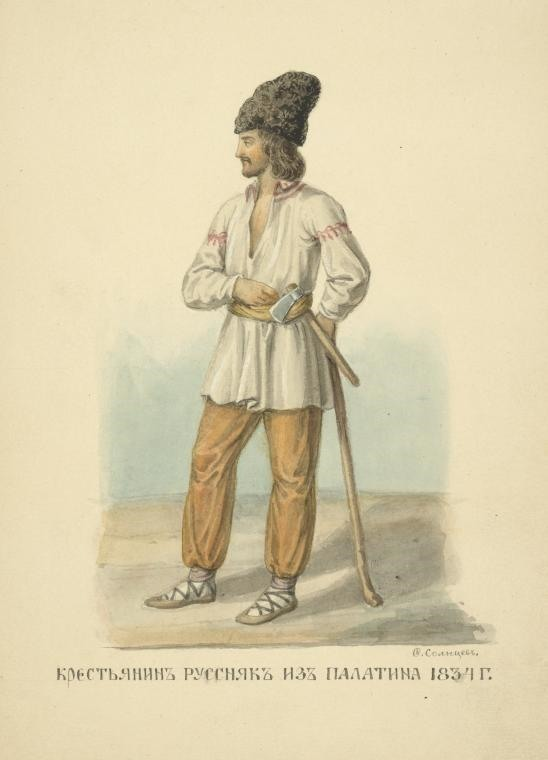
Русняк з Палатина, 1834
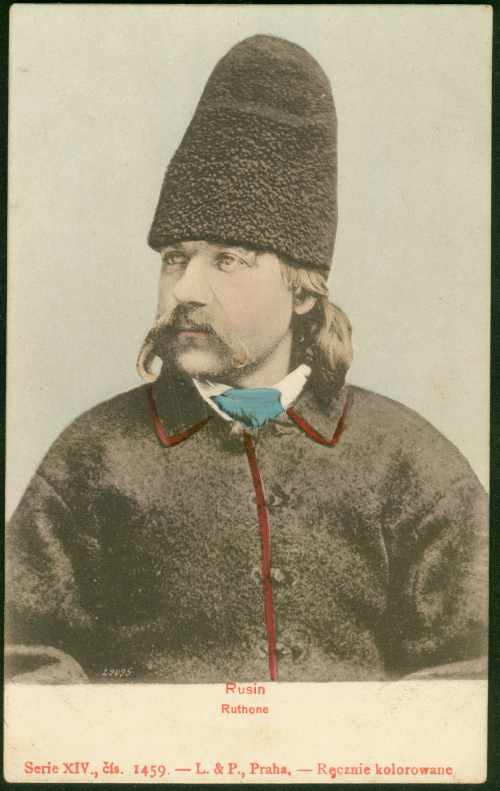
Русин
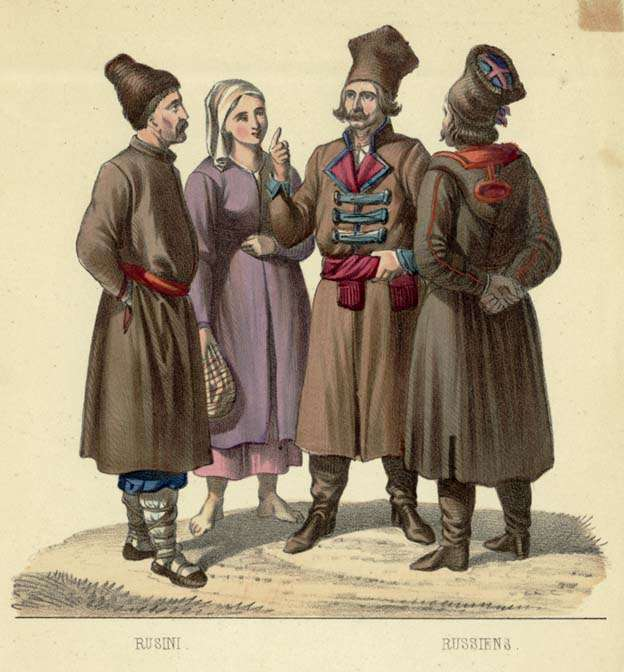
Русини 1863